# Bulbophyllum cochleatum
Espèce
Synonymes
- Bulbophyllum cochleatum var. cochleatum[1]
- Bulbophyllum jungwirthianum Schltr.[1]
- Bulbophyllum mannii Hook.f.[1]
- Bulbophyllum pholidotoides Kraenzl.[1]
- Bulbophyllum talbotii Rendle[1]
- Phyllorchis cochleata (Lindl.) Kuntze[1]
- Phyllorkis cochleata (Lindl.) Kuntze[1]
- Phyllorkis mannii (Hook.f.) Kuntze[1]

 Bulbophyllum cochleatum est une espèce de plantes à fleurs de la famille des Orchidaceae (les Orchidées) et du genre Bulbophyllum, présente dans de nombreux pays d'Afrique tropicale.

## Liste des variétés
Selon Catalogue of Life (22 décembre 2018) :
- variété Bulbophyllum cochleatum var. bequaertii
- variété Bulbophyllum cochleatum var. brachyanthum
- variété Bulbophyllum cochleatum var. cochleatum
- variété Bulbophyllum cochleatum var. tenuicaule

Selon The Plant List (22 décembre 2018) :
- variété Bulbophyllum cochleatum var. bequaertii (De Wild.) J.J.Verm.
- variété Bulbophyllum cochleatum var. brachyanthum (Summerh.) J.J.Verm.
- variété Bulbophyllum cochleatum var. tenuicaule (Lindl.) J.J.Verm.

Selon Tropicos (22 décembre 2018) (Attention liste brute contenant possiblement des synonymes) :
- variété Bulbophyllum cochleatum var. bequaertii (De Wild.) J.J. Verm.
- variété Bulbophyllum cochleatum var. brachyanthum (Summerh.) J.J. Verm.
- variété Bulbophyllum cochleatum var. cochleatum
- variété Bulbophyllum cochleatum var. gravidum (Lindl.) J.J. Verm.
- variété Bulbophyllum cochleatum var. tenuicaule (Lindl.) J.J. Verm.